# Jarnac
Jarnac è un comune francese di 4 403 abitanti situato nel dipartimento della Charente, nella regione della Nuova Aquitania, noto per aver dato i natali a François Mitterrand, Presidente della Repubblica Francese dal 1981 al 1995, che vi fu anche sepolto nel 1996.
Jarnac si trova nella parte occidentale del dipartimento della Charente, a metà strada fra Angoulême a est e Cognac a ovest, sul fiume Charente, che passa in entrambe le città.

## Geografia fisica

### Territorio

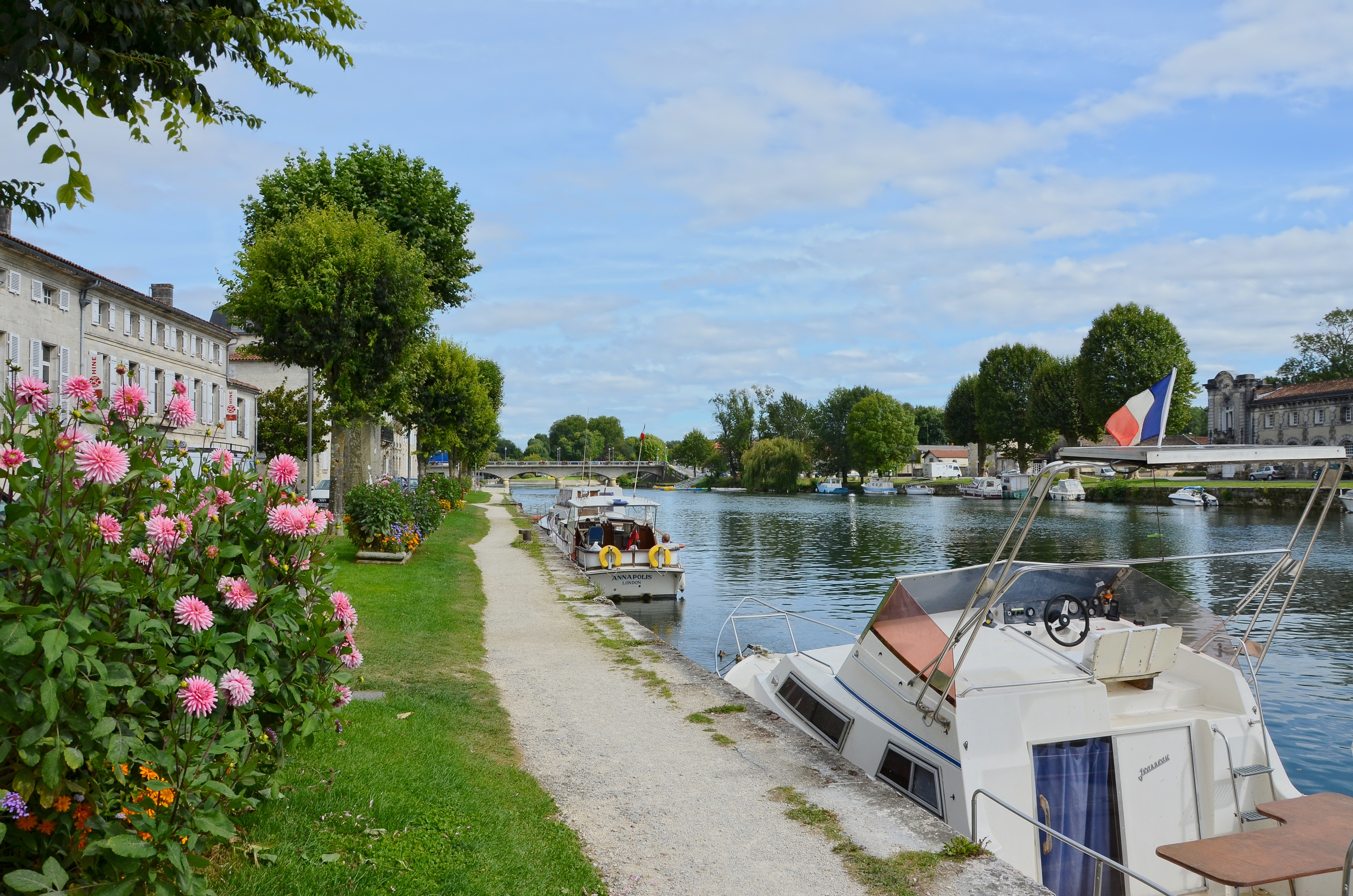
Jarnac, Quai de l'Orangerie e battelli da diporto sulla Charente

Il paesaggio, dove è molto presente la vite, appare notevolmente ordinato; le vigne vi sono prevalenti, ma coesistono con spazi boscosi e campi di cereali. 
La sua caratteristica distintiva resta comunque la Charente, che Enrico IV definì "il più bel canale del regno", navigabile per 100 chilometri. È un corso d'acqua chiara, popolato da molti pesci, dalle rive deliziose, lungo il quale si alternano piccole chiese, villaggi, fattorie, il tutto in uno scenario naturale assai vario. Le chiuse ammodernate sono divenute stazioni sportive per i battelli, la calma vi regna sovrana e anche i navigatori di un sol giorno, sempre più numerosi, rispettano la siesta dei pescatori.

### Clima
Il clima della Charente è di tipo oceanico aquitano, caratterizzato da inverni dolci e piovosi ed estati secche e relativamente calde. 
Si caratterizza per una certa mitezza delle temperature, con una media annua di 12,8 °C. Normalmente il mese più freddo è gennaio (5,8 °C) e luglio e agosto sono i mesi più caldi (20,5 °C).

## Storia

### Simboli
Riprende il blasone della famiglia famiglia Chabot che dominò Jarnac per tre secoli.

## Società

### Evoluzione demografica
Abitanti censiti

## Cultura
Nel comune si trova la casa natale di François Mitterrand che contiene mobili e oggetti personali della famiglia Mitterrand.

## Economia
La città è situata nella zona di DOC del Cognac, cru Fins Bois. A Jarnac e nelle sue vicinanze hanno sede grandi e famosi marchi e molti piccoli produttori di cognac, di Pineau des Charentes e di vini IGP della Charente.
Vi ha sede tra gli altri l'antica distilleria Delamain.

## Infrastrutture e trasporti
La sua principale via d'accesso è rappresentata dalla route nationale 141, est-ovest, da Angoulême à Saintes, collegamento della Route Centre-Europe Atlantique e strada delle vacanze estive tra la Francia orientale e Royan; è servita anche da una linea ferroviaria della SNCF.

## Amministrazione

### Gemellaggi
- Dalkeith, Regno Unito, dal 1960
- Lautertal (Odenwald), Germania, dal 1982
- Donnacona, Canada, dal 1995
- Dogliani, Italia, dal 2000